# Dārziņi
Dārziņi es un barrio de la ciudad de Riga, Letonia.

## Superficie
Posee una superficie de 4,348 kilómetros cuadrados (434,8 hectáreas).

## Población
Hasta 2021 presentaba una población de 3735 habitantes, con una densidad de población de 859,01 habitantes por kilómetro cuadrado.

## Transporte

### Rutas
- Autobús: 15, 18, 31.[1]